# Mustapha Nejjari
Mustapha Nejjari (* 1. Januar 1951 in Casablanca) ist ein ehemaliger marokkanischer Radrennfahrer und nationaler Meister im Radsport.

## Sportliche Laufbahn
1974 trat Nejjari (in einigen Medien auch Najjari) international mit dem dritten Platz in der Rumänien-Rundfahrt hinter dem Sieger Mircea Romașcanu hervor. Er gewann zwei Etappen der Rundfahrt. 1978 entschied er die Tunesien-Rundfahrt vor Mustapha Afandi für sich, wobei er drei Etappen gewann. 1981 konnte er dieses Etappenrennen erneut gewinnen.
Von 1978 bis 1982 wurde er in jedem Jahr nationaler Meister im Straßenrennen. 1973 gewann er die Silbermedaille im Straßenrennen der Afrikaspiele. 1978 wurde er erneut Zweiter im Straßenrennen der Afrikaspiele. Bei den Mittelmeerspielen 1979 holte er die Bronzemedaille im Straßenrennen. 1981 gewann Nejjari das Einzelzeitfahren der Marokko-Rundfahrt und wurde Zweiter der Gesamtwertung. 1983 stand er als Dritter mit dem Sieger Andreas Petermann erneut auf dem Podium der Marokko-Rundfahrt. Er gewann eine Etappe im Gran Premio International Torres Vedras-Trofeu Joaquim Agostinho.
1984 war er Teilnehmer der Olympischen Sommerspiele in Los Angeles. Im olympischen Straßenrennen wurde er als 54. klassiert.
Die Internationalen Friedensfahrt bestritt Nejjari viermal. 1971 wurde er 53., und 1982 38. der Gesamtwertung. 1972 und 1973 war er jeweils ausgeschieden. 1979 beendete er die Tour de l’Avenir auf dem 13. Platz, 1980 auf dem 23. Rang.

## Berufliches
Najjari war beruflich als Lehrer tätig.